# Ichneumon heterogonos
Ichneumon heterogonos is een insect dat behoort tot de orde der vliesvleugeligen (Hymenoptera) en de familie van de gewone sluipwespen (Ichneumonidae). De wetenschappelijke naam van de soort werd voor het eerst geldig gepubliceerd in 1790 door Johann Friedrich Gmelin.